# Бархударян, Давид Арменович
Бархударян Давид Арменович (род. 16 декабря 1996, в городе Краснодар) — российский боец смешанных боевых искусств. Профессиональный рекорд ММА 15-5-0.  Боец лиги AMC Fight Nights Global

## Биография
Давид Бархударян родился в 1996 году в городе Краснодар. В 2012 году окончил гимназию № 54. Окончил Армавирский Государственный Университет.
Является экс претендентом на пояс AMC Fight Nights Global в полутяжелом весе

## Титулы и достижения
- Чемпион ЮФО по Панкратиону
- Двукратный Чемпион России по Панкратиону[3]
- Чемпион мира по Панкратиону[4]
- Мастер Спорта Международного Класса По Полноконтактному рукопашному бою
- Чемпион Мира FCF
- Боец Лиги AMC Fight Nights

## Таблица выступлений
| Результат | Соперник             | Дата       | Место  |
| Победа    | Брэндсон Рибейро     | 2022-02-23 | Россия |
| Поражение | Артур Алибулатов     | 2021-10-16 | Россия |
| Победа    | Вячеслав Василевский | 2021-06-18 | Россия |
| Победа    | Марсио Сантос        | 2021-02-23 | Россия |
| Победа    | Владимир Раджабов    | 2020-12-25 | Россия |
| Победа    | Эркинбек Инжел       | 2019-10-19 | Россия |
| Победа    | Ризван Абдуракхманов | 2019-07-28 | Россия |
| Победа    | Эмиль Усейнов        | 2019-06-23 | Россия |
| Победа    | Гаджи Магомедов      | 2019-02-24 | Россия |
| Поражение | Сергей Калинин       | 2018-11-30 | Россия |
| Победа    | Амирхан Абдишоев     | 2018-02-18 | Россия |
| Победа    | Эламан Мелисбеков    | 2018-02-18 | Россия |
| Поражение | Имран Кауфов         | 2017-06-15 | Россия |
| Победа    | Иван Ковалев         | 2017-04-29 | Крым   |
| Поражение | Камран Аббасов       | 2016-10-29 | Россия |
| Победа    | Санжар Ажибаев       | 2016-08-05 | Россия |
| Победа    | Руслан Хайрулин      | 2016-07-07 | Россия |
| Победа    | Игорь Трушкин        | 2014-02-21 | Россия |